# 浅羽町
浅羽町（あさばちょう）は、かつて静岡県磐田郡にあった太平洋に面した町。

## 地理
静岡県の遠州中部に位置する。

### 隣接市町
- 袋井市、磐田市、大須賀町、福田町

## 歴史
- 1955年（昭和30年） 幸浦村、東浅羽村、西浅羽村、上浅羽村が合併し浅羽村が誕生。
- 1956年（昭和31年） 町制を施行し浅羽町となる。
- 2005年（平成17年）4月1日 袋井市と合併し、新たな袋井市となる。

## 姉妹都市・提携都市
- 山梨県北巨摩郡明野村（現北杜市）

## 地域

### 教育
- 浅羽町立浅羽南小学校
- 浅羽町立浅羽東小学校
- 浅羽町立浅羽北小学校
- 浅羽中学校組合立浅羽中学校

## 交通

### 鉄道路線
鉄道は通っていない。かつては静岡鉄道駿遠線（開業当時は中遠鉄道）が、1914年から1967年8月まで走っていた。

### 道路
- 一般国道
  - 国道150号

### バス
- 静岡鉄道→しずてつジャストライン

## 出身有名人
- 浅羽佐喜太郎
- 浅井俊光 (ブラウブリッツ秋田・GK)
- 近藤健次（ビー・エム・エル創業者）